# 이기웅 (대전광역시의원)
이기웅(李起雄, 1936년 5월 15일 ~ )은 대한민국 전직 의회 정치가 출신이다.

## 주요 경력
- 초대 대전직할시 의회 의원
- 제7기 민주평통 운영위원
- 자유민주연합 당무위원
- 제2대 대전광역시 의회 의원
- 대전광역시 의회 의장